# Meridiano di Ferro

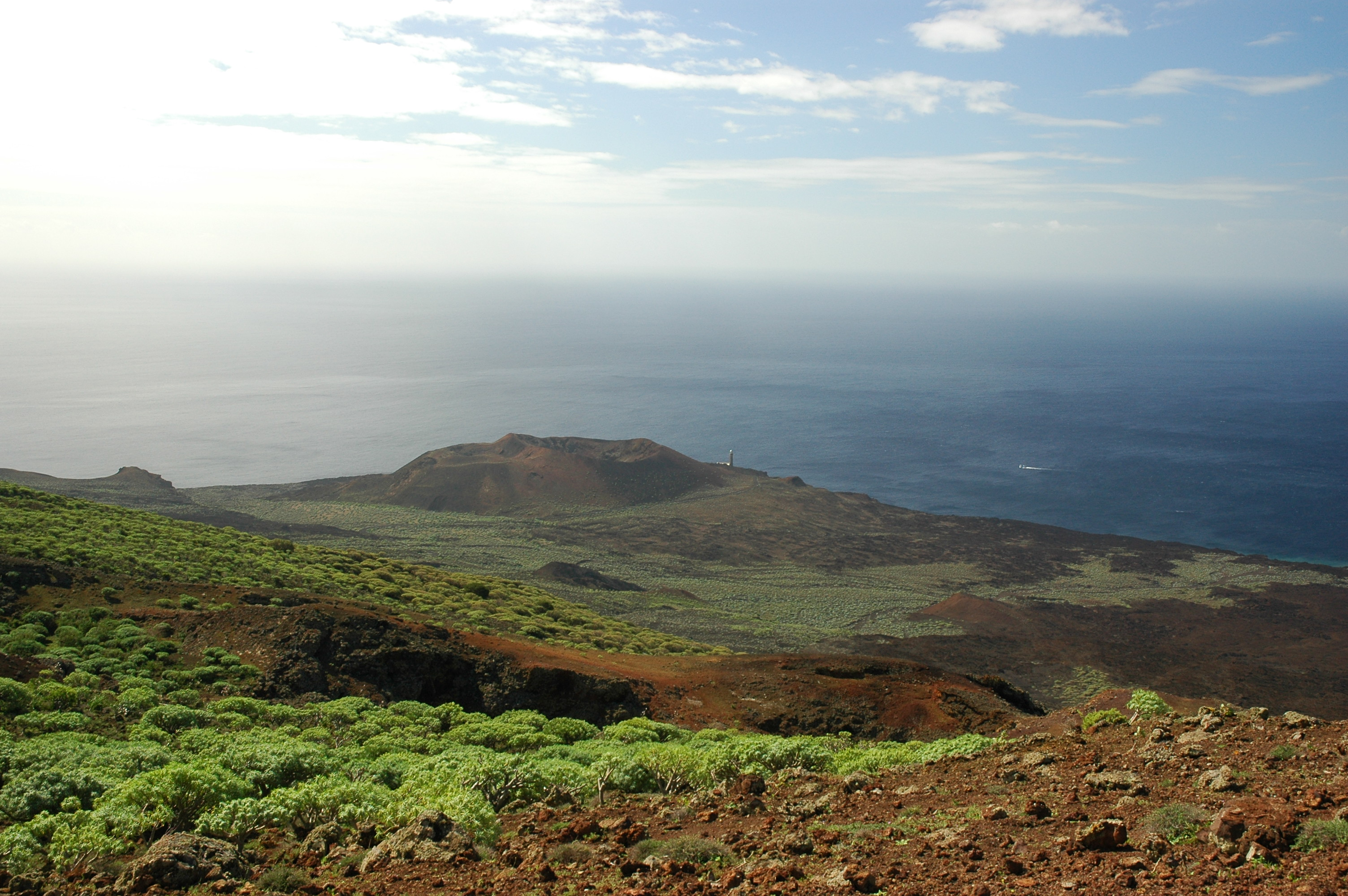
L'estremità occidentale dell'isola di Ferro (El Hierro) nelle Canarie, punto di riferimento per il meridiano omonimo

Il meridiano di Ferro (o meglio: meridiano dell'isola del Ferro) è stato fino al 1884 uno tra i meridiani primi più diffusi. Tale meridiano prendeva il nome dall'isola del Ferro (El Hierro), la più occidentale delle Isole Canarie e allo stesso tempo la parte più estrema del Vecchio Mondo.

## Descrizione
Già nell'antichità l'isola del Ferro venne considerata l'ultimo lembo di terra del mondo occidentale: il grande geografo greco Tolomeo definì infatti già nel II secolo il meridiano dell'isola del Ferro come meridiano zero. Questa definizione ebbe notevole fortuna grazie alla sua praticità, dato che comportava per la cartografia europea solo longitudini positive (a est dell'isola).
Il meridiano dell'Isola del Ferro fu poi affiancato nel corso dei secoli da più recenti meridiani fondamentali, finché il 1º luglio 1634 il re di Francia Luigi XIII decretò, in seguito a una conferenza di insigni astronomi e matematici da lui convocata, che il meridiano di riferimento per tutte le carte geografiche avrebbe dovuto essere quello di Ferro, definito come linea tangente l'isola presso la sua estremità occidentale (il cabo de Orchilla, a 17° 39′ 46″ da Greenwich), ossia a 20° esatti a ovest del meridiano di Parigi.

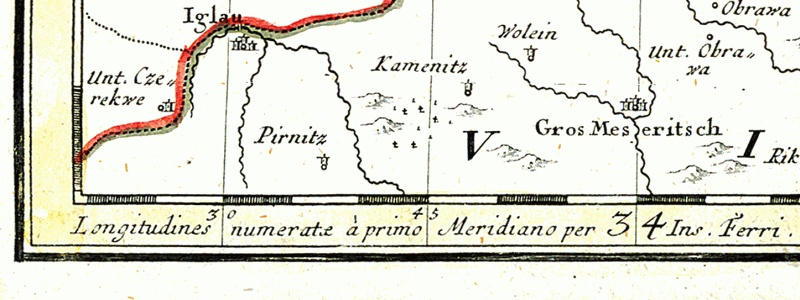
Particolare di una carta geografica della Slesia del 1746, con la didascalia in latino: Longitudines numeratæ à primo Meridiano per Ins(ulam) Ferri.

Da quel momento, il meridiano dell'isola di El Hierro fu preso come sistema di riferimento per la stesura di carte geografiche terrestri e nautiche e conobbe una notevole diffusione a livello mondiale. Nel 1724 l'astronomo Louis Feuillée, inviato sull'isola per determinare l'esatta differenza di longitudine tra il cabo de Orchilla e l'osservatorio di Parigi, scoprì però che il meridiano dell'isola di El Hierro corre per l'esattezza a 20° 23′ 9″ a ovest della capitale francese, ma la definizione ufficiale del meridiano rimase quella di "20° W da Parigi".
Nel 1884, alla vigilia della Conferenza internazionale dei meridiani, il meridiano dell'isola del Ferro non era più il meridiano primo più diffuso, essendo stato superato da quello di Parigi e soprattutto dal meridiano di Greenwich, ma resisteva nell'uso della Germania e dell'Impero austro-ungarico. Quando per effetto della Conferenza internazionale il meridiano di Greenwich divenne lo standard ufficiale della cartografia mondiale, il meridiano dell'isola di El Hierro - che scontava la sua imprecisione (nessun osservatorio era situato sull'isola canaria) e il suo celato francocentrismo (essendo riferito appunto a Parigi), iniziò lentamente a cadere in disuso.
Ci vollero tuttavia parecchi decenni finché le carte geografiche vennero adattate allo standard di Greenwich: all'inizio del XX secolo le carte nautiche francesi, quelle topografiche dell'Austria-Ungheria e di numerosi altri paesi facevano ancora riferimento al meridiano dell'isola di El Hierro.